# 秦賢助
秦 賢助（はた けんすけ、1896年3月5日 - ？）は、日本の小説家。

## 経歴
福島県生まれ。早稲田大学中退。軍事小説を多く書いた。戦後は極東プロダクション企画本部長。

## 著書
- 『高浜常盤』平凡社、1929
- 『史上の花 少女美談』文園社、1930
- 『白虎部隊』平凡社、1939
- 『いくさの庭』高山書院1940
- 『気魄で行く』教材社、1940
- 『真行一路』高山書院、1940
- 『真心叢書』第1-3編　高山書院、1940
- 『抗日女軍』好文館書店、1941
- 『祖国の旗の下に 李仁錫上等兵』高山書院、1941
- 『東宮鉄男 満洲移民の父』時代社、1941
- 『秦賢助選集』潮文閣、1941
- 『物語戦陣訓』時代社、1941
- 『蘭州夫人 聖戦余聞 小説集』三杏書院、1941
- 『愛は祖国と共に』十二月堂書店、1942
- 『歓喜の書』鶴書房、1942
- 『軍神九勇士特別攻撃隊』鶴書房、1942
- 『軍神伝』潮文閣、1942
- 『将軍』忠文館書店、1942
- 『勝利の母』忠文館書店、1942
- 『世紀の風 ハワイの悲劇』忠文館書店、1942
- 『精神文化全集 第4巻 (秦賢助選集)』潮文閣、1942
- 『聖戦書簡集』編　忠文館書店、1942
- 『秩父聖人』忠文館書店、1942
- 『日・米英決戦戦ひ抜かう』鶴書房、1942
- 『農民魂』鶴書房、1942
- 『部隊長馬車』鶴書房、1942
- 『民族の英雄』立誠社、1942
- 『黎明薩摩歌 時代小説』東進社、1942
- 『聖将山本元帥伝』鶴書房、1943
- 『太平洋の満月』忠文館、1943
- 『鉄路に賭る生命』立誠社、1943
- 『日本の偉さはこゝだ』忠文館書店、1943
- 『白い戦手』鶴書房、1944
- 『山本元帥を生んだ藩風』立誠社、1944
- 『人物の断層』新世書房、1956
- 「愛欲の悪魔」『魔の怪』志村有弘編　勉誠出版、2002　べんせいライブラリー ミステリーセレクション

## 参考
- 文藝年鑑1955